# Stanisław Kopacz
Stanisław Marian Kopacz (ur. 29 kwietnia 1938 w Hłuboczku Wielkim k. Tarnopola, zm. 1 grudnia 2020) – polski chemik, specjalista w zakresie analitycznego oznaczania i rozdziału jonów metali rzadkich, fizykochemii nieorganicznej, równowagi kompleksowania w układach wodnych i bezwodnych, prof. dr hab.

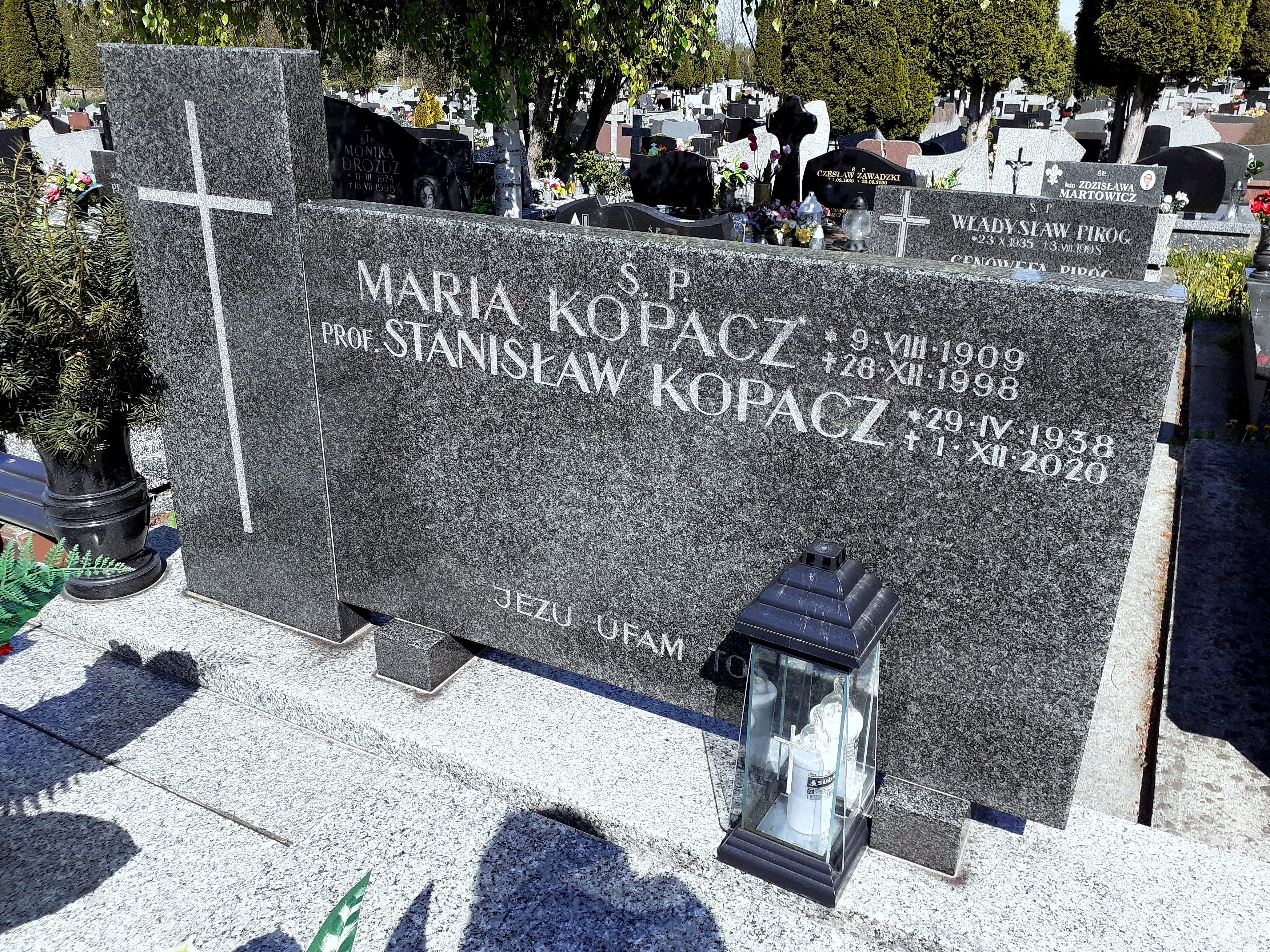
Grobowiec Marii i Stanisława Kopaczów

## Życiorys
Pracę doktorską z zakresu równowag ekstrakcyjnych obronił w 1969, stopień doktora habilitowanego z zakresu fizykochemii nieorganicznej uzyskał w 1974 r. na Wydziale Matematyki, Fizyki i Chemii Uniwersytetu Wrocławskiego. W latach 1970–1975 był kierownikiem Zespołu Hydrometalurgii Miedzi i Pierwiastków Towarzyszących w tej uczelni. Tytuł profesora nauk chemicznych uzyskał w 1991. Związany był z Politechniką Rzeszowską im. Ignacego Łukasiewicza, gdzie w latach 1987–1993 piastował funkcję prodziekana ds. nauki na Wydziale Chemicznym. Był również kierownikiem Katedry Chemii Nieorganicznej i Analitycznej. Został wyróżniony tytułem Profesora Honorowego Politechniki Rzeszowskiej i Akademii Technologicznej w Woroneżu. W latach 1981–1996 i 2000–2006 był prezesem Rzeszowskiego Oddziału Polskiego Towarzystwa Chemicznego. 
Odznaczony został Złotym Krzyżem Zasługi (1977), Medalem „Zasłużonym dla Politechniki Rzeszowskiej” (1991), Medalem KEN (2000) i Krzyżem Kawalerskim Orderu Odrodzenia Polski (2002). 
Został pochowany 5 grudnia 2020 na cmentarzu Wilkowyja w Rzeszowie. 